# Sertãozinho
För andra betydelser, se Sertãozinho (olika betydelser).
Sertãozinho är en stad och kommun i Brasilien och ligger i delstaten São Paulo. Den ligger några kilometer väster om den större staden Ribeirão Preto, och kommunens befolkning uppgick år 2014 till cirka 120 000 invånare.

## Administrativ indelning
Kommunen var år 2010 indelad i två distrikt:
- Cruz das Posses
- Sertãozinho